# Phyllonorycter dubiosella
Phyllonorycter dubiosella là một loài bướm đêm thuộc họ Gracillariidae. Loài này có ở Áo và Bosna và Hercegovina.